# Emder Ostasiatische Handelskompanie

Siegel der Königlich Preußischen Asiatischen Compagnie von Emden nach Canton in China (KPAC)

Die Emder Ostasiatische Handelskompanie war eine Handelskompanie des 18. Jahrhunderts mit Sitz in der ostfriesischen Stadt Emden, die von Friedrich dem Großen 1751 unter dem offiziellen Namen Königlich Preußische Asiatische Compagnie in Emden nach Canton und China gegründet und 1765 aufgelöst wurde.

## Vorgeschichte

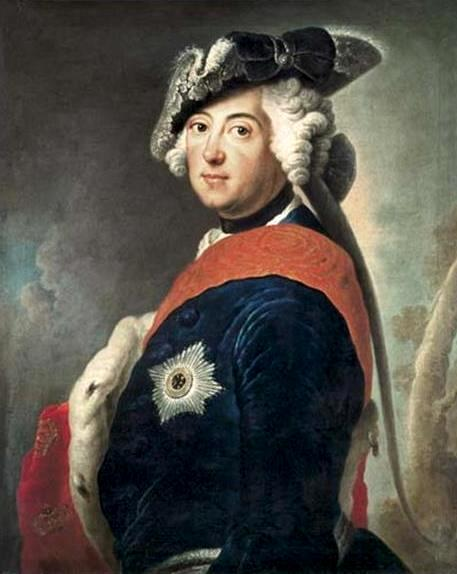
Friedrich II., König in Preußen (ab 1740)

Das Wirtschaftsdenken in Europa des 18. Jahrhunderts wurde durch den Merkantilismus beherrscht. Als eine der wichtigsten Folgen dieser Lehre strebte jedes Land danach, Güter aus Asien durch eine nationale Handelskompanie importieren zu lassen. Im merkantilistischen Sinne wurde eine Nation geschwächt, wenn sie Waren wie Tabak, Gewürze und Tee bei einer großen ausländischen Kompanie kaufte. Zu viel einheimisches Kapital würde so ins Ausland fließen. Um dieses zu verhindern, erschien es für jeden Staat notwendig, eine eigene Handelsgesellschaft zu haben. Könige und Kaufleute in Ländern wie Dänemark, Schweden und Flandern forderten unter Hinweis auf diese merkantilistischen Theorien die Errichtungen von indischen oder asiatischen Handelskompanien. Ältere Kompanien in Europa wie die Britische Ostindien-Kompanie oder die Niederländische Ostindien-Kompanie suchten ihre Monopole im Indienhandel zu schützen, indem sie versuchten, neuen Wettbewerbern zu schaden. So wurde 1737 die erfolgreiche flämische Generale Compagnie durch politische Intrigen der Seemächte aufgelöst.
Das Königreich Preußen, das sich in dieser Zeit zu einer europäischen Großmacht entwickelte, wurde seit 1740 durch König Friedrich II. regiert. Auch seine Wirtschaftspolitik gilt als vom Merkantilismus inspiriert. Er ließ die Preußisch-Asiatische Kompanie gründen.

## Gründung und Aktienausgabe

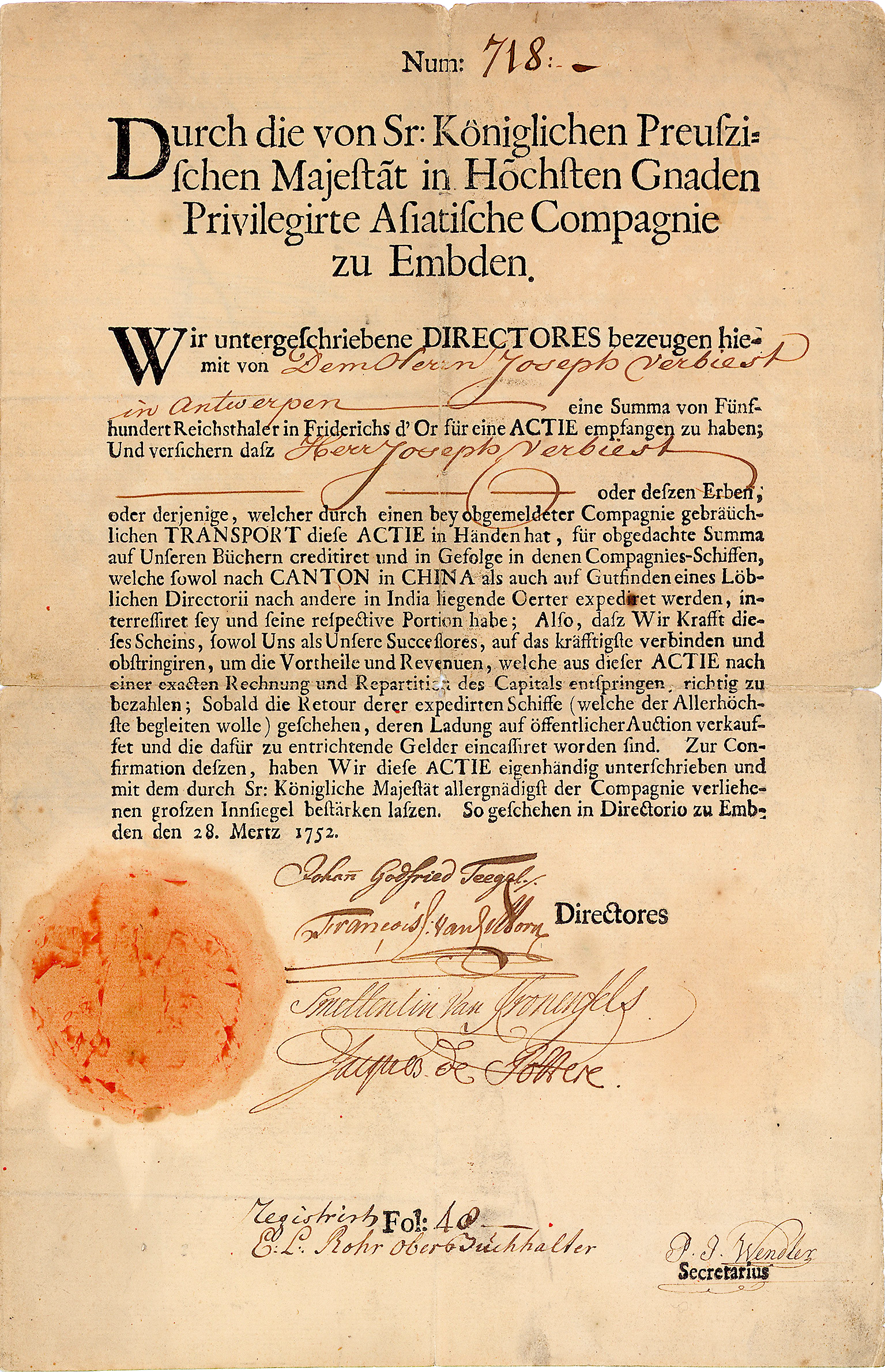
Aktie der Privilegirten Asiatischen Compagnie zu Embden für den Handel nach CANTON in CHINA, ausgegeben am 28. März 1752. Die Emder Compagnie war die erste Aktiengesellschaft auf dem Boden der heutigen BRD, die Aktienzertifikate ausgegeben hat. Das Dokument ist auch die erste Aktie in deutscher Sprache.

Nach der 1744 erfolgten Angliederung Ostfrieslands an Preußen stand der preußischen Wirtschaft mit dem Emder Hafen ein Zugang zur Nordsee und damit zum Überseehandel zur Verfügung. Am 1. August 1750 hatte Friedrich II. dem Amsterdamer Händler Heinrich Thomas Stuart das königliche Privileg (Oktroi) gegeben, das es ihm erlaubte, bis 1770 mit Schiffen unter preußischer Flagge Handel zwischen Emden und China zu treiben. Der Handel mit China würde sich lohnen, da die älteren ostindischen Handelsgesellschaften es nicht geschafft hatten, im mächtigen chinesischen Kaiserreich eine Monopolstellung aufzubauen. Auch könnten die chinesischen Händler Waren liefern, die in Europa sehr beliebt waren: Tee, Porzellan und Seide. Die europäischen Schiffe durften aber nur im Hafen der südchinesischen Stadt Kanton ankern.
Am 24. Mai 1751 kam der preußische König zur Gründungsversammlung der Handelsgesellschaft Königlich Preußische Asiatische Compagnie (KPAC) mit Sitz in Emden, die sich auf den Handel mit Indien und China spezialisieren sollte und deren Kapital hauptsächlich durch niederländische und französische Aktionäre bereitgestellt wurde. Das Interesse an den Aktien war groß und so wurden am Gründungstag 482 Aktien zu je 500 Taler (= 241.000 Taler) gezeichnet. Einer der Großaktionäre war das Bank- und Handelshaus Splitgerber & Daum in Berlin. Zu 50 % lag das Kapital aber in niederländischem Besitz. Größter Teilnehmer war mit 705 Aktien der einflussreiche Bankier Emmanuel van Ertborn aus Antwerpen. Wie viele andere flämische Geschäftsleute war auch Van Ertborn nach der Auflösung der Flämischen Ostindischen Kompanie auf der Suche nach neuen Geschäftsmodellen.
Am 24. Mai 1751 verlieh der König ein Privileg an eine Gruppe von preußischen, flämischen und holländischen Geldgebern. Diese Großaktionäre wurden in Emden vertreten durch zwei Geschäftsführer: Bürgermeister Jacob de Pottere und Kommerzienrat Johann Gottfried Teegel. Die neue Handelsgesellschaft bekam das Monopol für die Handelsfahrt zwischen China und Preußen. Außerdem erlaubte das Privileg, im Namen König Friedrichs Verträge mit fremden asiatischen Fürsten zu schließen. Die Kompanie-Schiffe durften das königliche Pavillon – die preußische Flagge mit dem Adler, Schwert und Zepter – von den Masten wehen lassen.
Die Königlich Preußische Asiatische Compagnie (KPAC) verfügte 1752 schon über ein Kapital von 861.000 Talern, verteilt über 1722 Aktien.
Ziel der Kompanie war die Einfuhr überseeischer Waren wie Tee, Porzellan, Seide, Gewürzen, Baumwolle und Arzneimitteln. Um das Projekt weiter zu fördern, hatte der König den Hafen von Emden am 15. November 1751 zum Freihafen erklärt, somit waren alle Waren vom Zoll befreit.

## Von Emden nach China

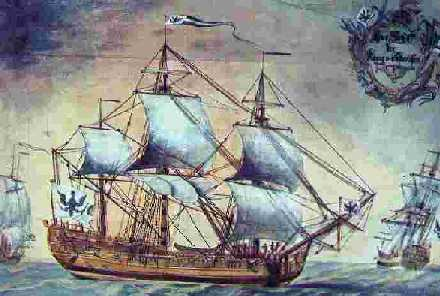
Die König von Preußen, das erste Schiff der Königlich Preußisch-Asiatischen Compagnie von Emden

Die erste Fahrt eines Kompanieschiffes, der König von Preußen, war ein voller Erfolg. Sie führte über Java nach Kanton, von wo aus das Schiff im Juli 1753 wieder nach Emden zurückkehrte. Die Rückladung bestand aus Tee, Rohseide, Porzellan und unterschiedlichen Arzneiwaren und wurde im August 1753 in Anwesenheit des Kurfürsten Clemens August von Köln in Emden versteigert.
Bereits am 9. September 1752 trat das zweite Kompanieschiff, die Fregatte Burg von Emden, bestückt mit zwanzig Sechspfünder-, sechs Dreipfünder- und zwölf Halbpfünder-Kanonen, die lange Reise nach China an. Unter der Besatzung von 118 Köpfen befand sich Jean François Michel aus Mechelen (Flandern), Assistent-Kaufmann und Agent des Großaktionärs Emmanuel van Ertborn. Während der Reise von Emden nach China verfasste er einen Reisebericht: Journal de voiage à la Chine et courte description de la ville d’Embden. Durch die präzisen Eintragungen im Journal sind wir in der Lage, die Reise nach China Tag für Tag zu rekonstruieren.
Die Burg von Emden ankerte am 30. Mai 1753 in der Mündung des Perlflusses, vier Meilen vor der Stadt Kanton in China. Anfang Dezember 1753 segelte das Schiff wieder ab und lief am 28. Mai 1754 glücklich auf der Reede von Emden ein. In ihren Räumen waren 575.214 Pfund kostbaren chinesischen Tees geladen, aber auch Zink, Seide und Porzellan wurden mitgebracht. Die Fracht wurde mit großem Gewinn in Emden versteigert.
Insgesamt zwei weitere Schiffe liefen in den Jahren nach 1753 von Emden in Richtung China aus, und nur eines davon erlitt leichten Schaden, als es auf der Rückreise bei Borkum strandete. Angesichts der vielfältigen Gefahren im Überseehandel jener Zeit war dies eine beachtliche Leistung.
Der Beginn des Siebenjährigen Krieges im Jahre 1756 führte den Niedergang der Handelskompanie herbei. Beim Einrücken französischer Truppen nach Ostfriesland flüchtete der Direktor der Handelskompanie, Johann Gottfried Teegel, mit der König von Preußen und dem flüssigen Kapital der Gesellschaft ins niederländische Delfzijl. Zwei weitere Schiffe (Burg von Emden und Prinz von Preußen) wurden in Emden abgetakelt, während das jüngste Schiff der Kompanie, die Prinz Ferdinand, von Kanton kommend den englischen Hafen Plymouth anlief, wo Schiff und Ladung verkauft wurden.
Nach Ende des Siebenjährigen Krieges löste Friedrich II. die Kompanie im Jahr 1765 auf. Die Anteilseigner erhielten neben ihrem Einlagekapital und 500 Talern eine jährliche Dividende in Höhe von zwei Prozent.

## Reisen der einzelnen Kompanieschiffe
- „König von Preußen“: Für 70.000 Taler gekauft im Herbst 1751 in London, führte ihre Reise mit 132 Mann vom 15. Februar 1752 von Emden über Java nach Kanton, am 6. Juli 1753 wieder zurück in Emden. 20 Seeleute starben auf der Reise oder in Kanton durch Unfälle oder Krankheiten.
- „Burg von Emden“: Für 45.000 Taler im Herbst 1751 in London gekauft startete vom 4. Oktober 1752 von Emden nach Kanton, am 28. Mai 1754 kam sie wieder zurück nach Emden.
- „Prinz von Preußen“: Im Dezember 1753 in Amsterdam gekauft führt ihre Reise mit 186 Mann vom 31. Dezember 1753 von Emden nach Kanton, im Juli 1755 bei Borkum gestrandet, am 10. Juli 1755 wieder zurück in Emden. Es wird vermutet, dass dies die Reise ist, auf der das sogenannte „preußische Service“ (ein als Chinesisches Auftragsporzellan gefertigtes Tafelservice mit dem königlich-preußischen Staatswappen) aus Kanton nach Europa gelangte.
- „König von Preußen“ April 1754 von Emden nach Kanton, im Juni 1756 wieder zurück in Emden.
- „Burg von Emden“: Dezember 1754 von Emden nach Kanton, im Juni 1756 wieder zurück in Emden.
- „Prinz Ferdinand“: Gekauft 1754 reist das Schiff 1755 von Emden nach Kanton, am 11. September 1757 in Plymouth, England.